# Tema del moment

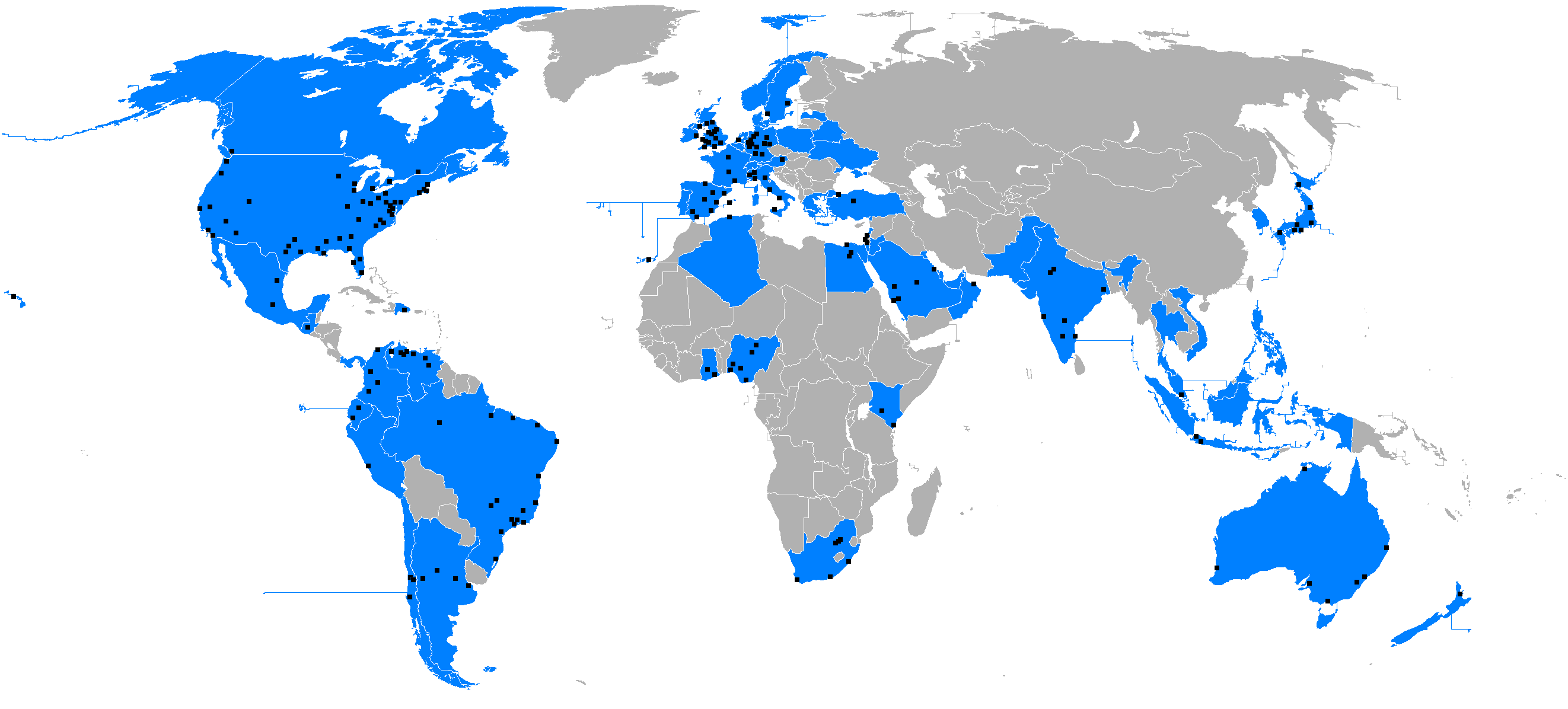
Països i ciutats amb trending topic locals a twitter.

Un tema del moment o tendència del moment (en anglès trending topic i TT si l'abreugem) és una de les paraules o frases més repetides en un moment concret a Twitter, a nivell mundial o local. Aquestes paraules creen una llista dels 10 principals que apareix en les cerques de la mateixa xarxa, perquè l'usuari sàpiga quins són els temes dels que s'està parlant més en aquell instant. Són resultat d'algun tema de conversa que ha exaltat a la població. A causa d'això són variables i poden canviar per qüestió d'hores, minuts o fins i tot segons
Els trending topics funcionen gràcies a un algoritme que troba i destaca les paraules que més s'estan utilitzant a la xarxa social.

## Història
Els temes del moment tenen el seu origen en els hastags, etiquetes seguides pel coixinet (#) que serveixen per a classificar i organitzar els tweets sobre un tema concret a Twitter i, apareixen marcats com a temes prinicipals en el lateral esquerre del lloc web de Twitter. El que en un principi era una classificació de les etiquetes més utilitzades, es va acabar convertint en una radiografia dels temes més parlats.
El gener de 2010, es van crear els trending topics locals. A més dels mundials, es pot escollir entre més de trenta països y varies desenes de ciutats.
Al juny del mateix any, es van presentar, també, el temes de tendència patrocinats en països com Estats Units, Japó i Regne Unit. A mitjans del 2012, aquests es van estendre, junt amb els promoted tweets, cap a l'Amèrica Llatina en virtut d'una aliança de Twitter amb la companyia IMS (Internet Media Services). En aquest mateix període, Twitter va implementar una nova forma per elaborar els trending topics, ajustant-los a la mesura de l'usuari, junt amb la seva ubicació i els usuaris a qui segueixi.
El juny de 2012 es van crear els tailored trends – en català, tendències personalitzades -. Aquests s'obtenen mitjançant un algoritme que utilitza la ubicació de l'usuari i a qui segueix per mostrar unes tendències més rellevants per aquest. La nova funció es va introduir per defecte, però és possible desactivar-la. 

## Inicis
El primer cop que es va escriure una paraula darrere d'un coixinet, el símbol #, va ser el 23 d'agost del 2007. Aquest usuari era Chris Messina, i va escriure #barcamp.
Des de llavors els hashtags han evolucionat de tal manera que són un mètode ràpid d'accés a la informació, doncs si els busques a Twitter, pots llegir totes les piulades que s'han escrit utilitzant-lo. Són també part del dia a dia, temes de discussió, actualitat o reivindicació.

## Usos
Durant el 22 d'octubre de 2017, van ser TT durant més temps, a Espanya, els següents termes: Andreu Jaume (en referència a un article escrit per ell sobre l'estat d'excepció), #FelizDomingo, #NoticeTheCosplayer (com a mètode de reivindicació de les disfresses cosplay), #L6N155 (en referència a un programa informatiu sobre l'aplicació de l'article 155 de la Constitució Espanyola de 181) i #LunaDeOctubre (en referència a un espectacle organitzat a Madrid). Tan sols d'aquests cinc temes de tendència, podem extreure diferents usos d'aquests.

### Trending Topics a la Televisió
Són molts els programes de televisió que utilitzen els hashtags i trending topics com a mètode d'interacció amb el públic. En moltes ocasions, els mateixos informatius generen un hashtag.

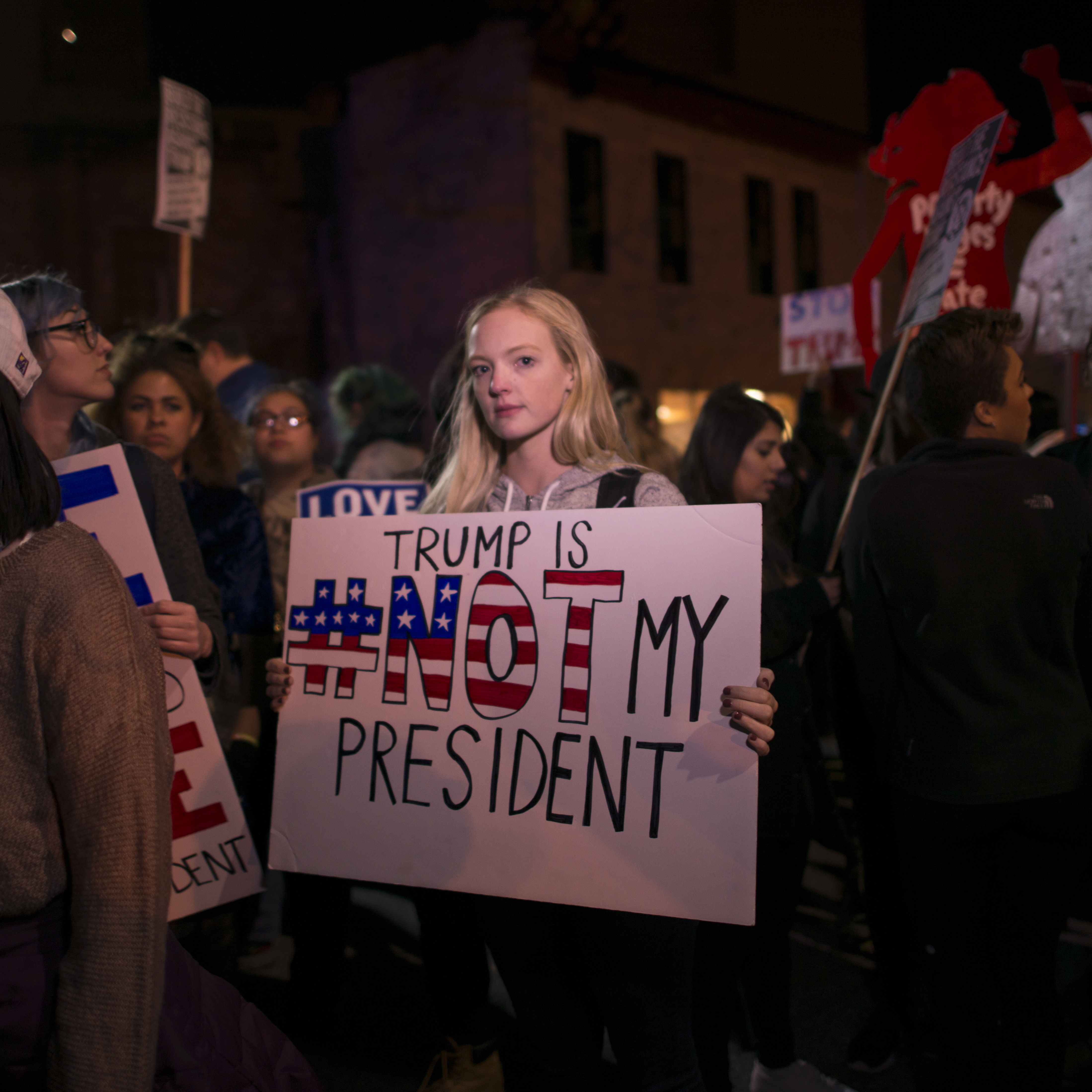
Protesta en contra de Donald Trump

Per exemple, el programa de La Sexta El Objetivo genera un hashtag #objetivo i el tema de discussió del dia; el programa Preguntes Freqüents a TV3 fa el mateix, utilitzant l'equació #faqs. D'aquesta manera, les piulades o tweets que utilitzin aquest hashtag apareixen en pantalla o fins i tot poden ser comentats pels periodistes en directe.
Per altra banda, el que es comenta a Twitter i els temes d'actualitat que generen acostumen a ser tema de discussió o origen de notícies als informatius. Moltes vegades, piulades de certes personalitats o polítics poden ser un mètode d'expressió d'aquests que deriven a converses i debats. I fins i tot, durant algun esdeveniment, les piulades d'usuaris qualsevols, poden ser font d'informació dels pensaments de la població.

### Trending Topics a la Política
Actualment, també els polítics s'han unit al Twitter per a informar la població del que estan duent a terme, o fins i tot de les seves opinions. És necessari destacar la intervenció del president dels Estats Units d'Amèrica, Donald Trump. Ha estat origen de controvèrsia i debat.
D'entre tota la llista de tweets ofensius que ha publicat, ha arribat a anomenar pallasso a Charles Krauthammer, ha utilitzat termes com lightweight, phoney, dopey, truley weird, spoiled brat i low class snob, i ha bloquejat a usuaris que anaven en contra seva, com ara la model Chrissy Teigen.

1. PrayForParis

### Trending Topics com a mètode de reivindicació
Com que el Twitter és una via de comunicació i expressió de pensaments, durant esdeveniments importants, es tornen temes del moment frases reivindicatives o hashtags donant suport.
Un exemple d'aquests serien les etiquetes #PrayFor... durant els atacs terroristes. Des de l'Atemptat contra Charlie Hebdo a París el 7 de gener de 2015, s'ha internacionalitzat el molt conegut #PrayForParis, i aquest ha derivat a #PrayForLebanon, #PrayForBarcelona, #PrayForManchester, etcètera.
No només els atemptats suposen l'aparició de TT reivindicatius, també manifestacions, com les de l'11-S; o eleccions, com la que va dur-se a terme el 23 de juny de 2016 a Gran Bretanya sobre el Brèxit.

## Temàtica
Els temes de que tracten els trending topics són d'una gran varietat. En un principi, eren gairebé en la seva totalitat memes o bé, anunciaven esdeveniments, especialment els tecnològics. Però més gran repercussió tenen els temes d'actualitat. La mort de Michael Jackson al 2009, les filtracions de WikiLeaks durant 2010, les revoltes àrabs del 2011 o les protestes del 15M a Espanya durant 2011, són grans fites en la història de la xarxa social, que van copar els temes de tendència a nivell mundial.
No obstant, la localització i la gran quantitat de nos usuaris han portat a un nivell altíssim temes més mundans, como els famosos o la televisió. Alguns mitjans ja estan utilitzant els trending topics en el seu benefici, fomentant l'ús d'etiquetes o hastahgs que amb freqüència arriben a ser temes de tendència. D'una altra banda, els seguidors de grups o cantants com One Direction, Lady Gaga o Justin Bieber i de franquícies com la de Harry Potter, es posen en ocasió d'acord per impulsar els seus trending topics. 

## Algoritme
Twitter utilitza un algoritme que selecciona els termes nous més mencionats i que han estat modificats en varies ocasions.
Al desembre de 2010, Wikileaks només va aparèixer entre ells els primers dies, provocant acusacions de censura. Twitter es va justificar explicant que no sols comptava el nombre de tweets, sinó també la seva novetat. Per exemple, diuen ocultar molts temes del moment relacionats amb Justin Bieber, que té un gran nombre de seguidors a les xarxes socials, per no complir aquest requisit. Per eludir aquesta penalització, es recorre a l'ús de diferents etiquetes pel mateix tema o esdeveniment, com va succeir amb les manifestacions del 15M al 2011, en el qual es van utilitzar, entre d'altres, #democraciarealya, #spanishrevolution i #acampadasol. Els trending topics posterior organitzats pel moviment 15M han estat sempre diferents als anterior.
Twitter també ha suprimit termes que els usuaris han considerat ofensius, com ha estat el cas de les etiquetes #Thatsafrican i #thingsdarkiessay.

## Eines per identificarTrending Topics

### Trendsmap
Quan s'emet un tweet, aquest està geolocalitzat. El mateix succeix amb els trending topics, els quals poden ser a nivell global (a nivell mundial) o a nivell local (a nivell país i/o ciutat). Si aquesta geolocalització dels tweets la unim amb l'aplicació de Google Maps, s'obté una nova forma visual de veure la localització d'aquests i, en aquesta mateixa línia, també dels trending topics. Aquesta combinació dona com a resultat el que s'anomenea Trendsmap. 

### What the Trend
What The Trend va un pas més enllà. Aquesta eina t’explica per què s'està parlant sobre aquest tema.

### TwitTrends
TwitTrends és una eina que utilitza Google Maps i en la qual seleccionant una ubicació específica en el mapa, ens mostra els trending topics de Twitter en aquell lloc concret, similar a Trendsmap. 

## Llista dels 10 principals temes històrics
A data 16 de maig de 2012, la llista del 10 principals temes del moment era el següent:
1. Crisi econòmica espanyola
2. Wikileaks
3. Gadafi
4. Facebook
5. Justin Bieber
6. Apple
7. Bankia
8. Marta del Castillo
9. Líbia
10. Eleccions municipals espanyoles de 2011